# Saint-Romans-des-Champs
Saint-Romans-des-Champs är en kommun i departementet Deux-Sèvres i regionen Nouvelle-Aquitaine i västra Frankrike. Kommunen ligger i kantonen Prahecq som tillhör arrondissementet Niort. År 2022 hade Saint-Romans-des-Champs 167 invånare.

## Befolkningsutveckling
Antalet invånare i kommunen Saint-Romans-des-Champs
| Referens: INSEE |